# Troy Leon Gregg
Troy Leon Gregg (ur. 22 kwietnia 1948, zm. 28 lipca lub 29 lipca 1980) – amerykański przestępca, który do historii przeszedł przez wzgląd na wniesioną przez siebie i swoich prawników sprawę Gregg v. Georgia przed Sąd Najwyższy. Gregg został skazany na śmierć w stanie Georgia za popełnione w listopadzie 1973 roku morderstwo na osobach Freda Simmonsa i Boba Moore'a.
W roku 1967 faktycznie zaprzestano wykonywania kary śmierci w USA, zaś w 1972 Sąd Najwyższy w sprawie Furman v. Georgia uznał wszystkie stanowe prawa dotyczące KŚ za niezgodne z konstytucją, co równało się faktycznej abolicji i zmianie wyroków wszystkich ówcześnie skazanych.
Jednakże już w roku 1973 niektóre stany, m.in. Georgia, formalnie przywróciły KŚ, choć wyroki nie były wykonywane przez wzgląd na stanowisko Sądu Najwyższego i traktowane, jako martwe prawo. W związku z tym skazany na śmierć Gregg wniósł apelacją do Sądu Najwyższego w sprawie otrzymanego wyroku śmierci. Tym razem jednak Sąd zajął inne stanowisko niż w poprzedniej sprawie i, podtrzymując wyrok, uznał, że stracenie Gregga nie będzie naruszeniem konstytucji. Otworzyło to drogę do wykonywania zawieszonych dotąd wyroków. Pierwszą osobą, straconą w nowej sytuacji prawnej (sprawę rozstrzygnięto oficjalnie 2 lipca 1976), był Gary Gilmore, na którym wyrok kary śmierci wykonano 17 stycznia 1977 w Utah.
Natomiast Gregg pod koniec lipca 1980 roku uciekł z więzienia i następnej nocy zginął w czasie walki w barze w Karolinie Północnej.